# Estação Jardim Silveira
A Estação Jardim Silveira é uma estação ferroviária, pertencente à Linha 8–Diamante, operada pela ViaMobilidade. Está localizada no distrito homônimo do município de Barueri.

## História

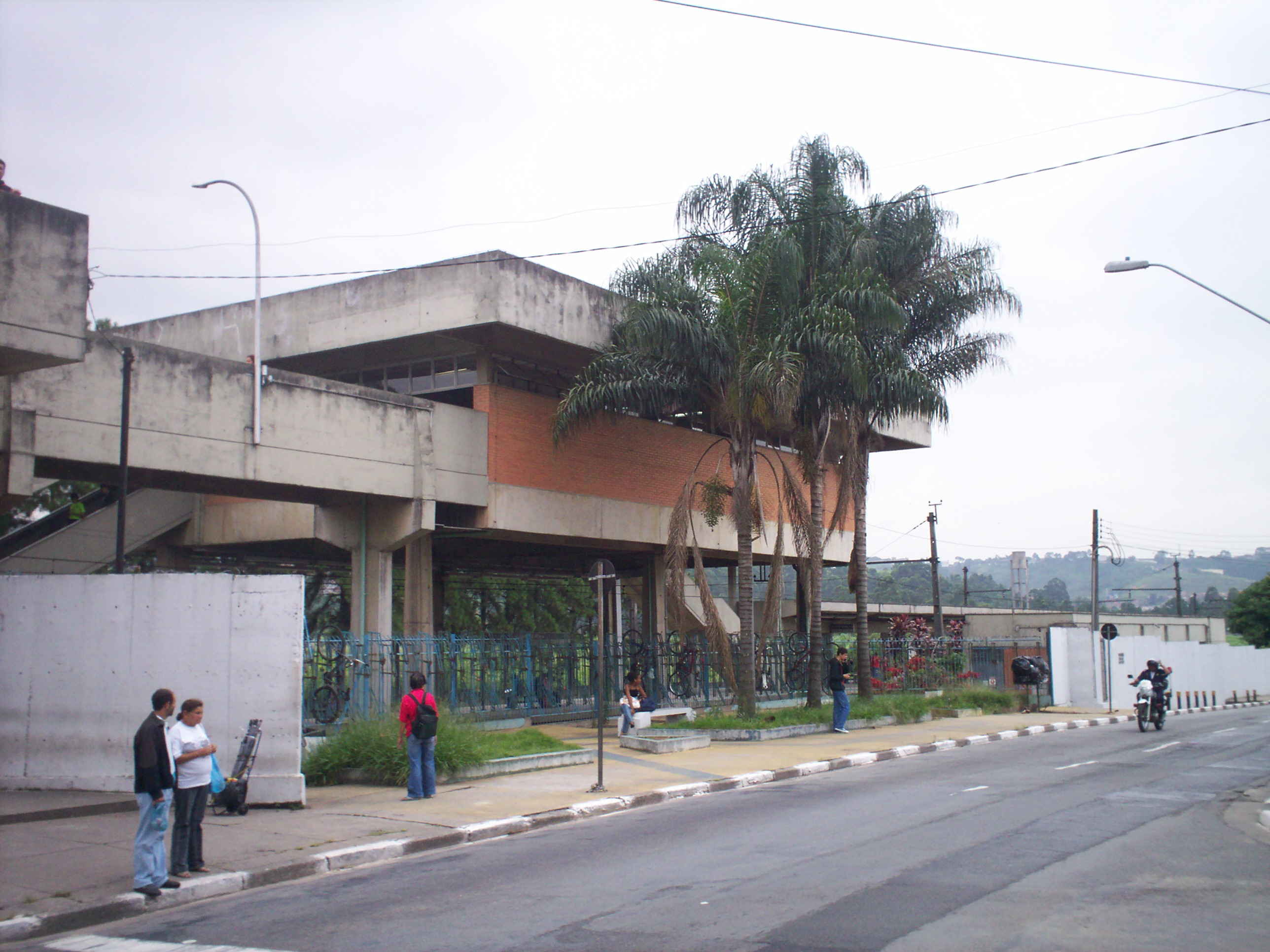
Prédio da estação por volta de 2004, antes da reforma e ampliação, no padrão FEPASA e de estilo brutalista

Na década de 1950 a Imobiliária Mirante, de propriedade de Omar Roberto Vergara Silveira, lançou o loteamento Jardim Silveira.. Com o crescimento do loteamento, Silveira construiu em 1961 uma plataforma e doou o equipamento para a Estrada de Ferro Sorocabana que o batizou "Parada Jardim Silveira". Durante a remodelação dos trens de subúrbios feita pela FEPASA nos anos 1970, a estação foi reconstruída, sendo reinaugurada em 11 de março de 1983. Atualmente é administrada pela CPTM, que a reconstruiu e a ampliou a partir de 2014, sendo a estação reinaugurada em 22 de março de 2018.
Em 20 de abril de 2021, foi concedida para o consórcio ViaMobilidade, composto pelas empresas CCR (atual Motiva) e RUASinvest, com a concessão para operar a linha por trinta anos. O contrato de concessão foi assinado e a transferência da linha foi realizada em 27 de janeiro de 2022.

## Tabelas
| Linha      | Terminais               | Comprimento (km) | Estações | Observações                                                                                            |
| ---------- | ----------------------- | ---------------- | -------- | --- |
| 8 Diamante | Júlio Prestes ↔ Itapevi | 35,283           | 20       | Possui extensão operacional. Antiga Linha B–Cinza / Antiga Linha Oeste do Trem Metropolitano da FEPASA |

| Sigla | Estação         | Inauguração | Integração                          | Plataformas | Posição | Notas |
| ----- | --------------- | ----------- | ----------------------------------- | ----------- | ------- | --- |
| JSI   | Jardim Silveira | 1961        | Bilhete Único da SPTrans / Benfácil | Centrais    | Elevada | Estação construída pela Estrada de Ferro Sorocabana Reconstruída pela FEPASA em 11 de março de 1983 Reconstruída e ampliada pela CPTM em 22 de março de 2018 |

## Toponímia
Na década de 1950 a Imobiliária Mirante lançou o loteamento Jardim Silveira. O nome do loteamento foi uma auto-homenagem de Omar Roberto Vergara Silveira, proprietário da imobiliária Mirante.

## Ligações Externas
- Página oficial da CPTM
- Estação Jardim Silveira no site da CPTM
- Estação Jardim Silveira no site estações ferroviárias do Brasil